# Frankie Lee
Frankie Lee, nato Frank H. Lea (Gunnison, 31 dicembre 1911 – Los Angeles, 29 luglio 1970), è stato un attore statunitense, attivo come attore bambino nel cinema muto dal 1916 all 1925 (tra i 5 e i 14 anni d'età).

## Biografia
Nato nel 1911 in Utah, Frank H. Lea vive a Gunnison, Colorado, prima di trasferirsi con la famiglia in California all'età di 4 anni. Comincia giovanissimo a lavorare nell'industria cinematografica con il nome di "Frankie Lee". Come altri attori bambini dell'epoca, è sottoposto a ritmi di lavoro che oggi sarebbero inimmaginabili, apparendo in 59 pellicole tra il 1916 e il 1925.
Dopo l'esordio in alcuni cortometraggi, a Frankie vengono dati le prime parti di rilievo in produzioni più impegnative. Nel 1916 interpreta in personaggio di Tiny Tim in The Right to Be Happy, una delle primissime versioni del Canto di Natale di Charles Dickens. La sua immagine di "tipico" bambino americano gli offre un grande varietà di ruoli di rilievo in film come Bill's Wife (1916), Little Mariana's Triumph (1917), The Westerners (1919), anche se oggi è probabilmente ricordato soprattutto per il ruolo (non accreditato) del ragazzino con le stampelle miracolosamente guarito nel film L'uomo del miracolo (1919). A Frankie fu data l'opportunità di lavorare con attori e registi importanti in ruoli di rilievo e ebbe vasta popolarità tra il pubblico dell'epoca, pur non raggiungendo quello status di star che fu dato ad altri attori bambini del tempo come Jackie Coogan, Baby Peggy o Philippe De Lacy. Il suo unico ruolo da protagonista è nel film Robin Hood, Jr. (1923) al fianco di Peggy Cartwright, una nota attrice bambina dell'epoca.
Ironicamente, proprio nel momento in cui la maggiore età e l'avvento del sonoro pongono termine alla sua carriera ed egli si trova senza lavoro, suo fratello minore Davey Lee, di tredici anni più piccolo di lui, diventerà per alcuni anni il primo attore bambino ad acquisire vasta popolarità nel cinema sonoro.
Mentre Davey continuo' anche dopo la fine della sua breve carriera a partecipare occasionalmente ad eventi commemorativi, Frank H. Lea visse il resto della sua vita senza più contatti con il mondo della spettacolo e con il suo passato di attore bambino.
Muore il 29 luglio 1970, all'età di 58 anni. La sua lapide al Forest Lawn Memorial Park (Hollywood Hills) lo ricorda semplicemente come "beloved father".

## Riconoscimenti
- Young Hollywood Hall of Fame (1920's)

## Filmografia (parziale)
- Her Greatest Story, regia di Lynn Reynolds - cortometraggio (1916)
- Bill's Wife, regia di Lynn Reynolds - cortometraggio (1916)
- Her Husband's Faith, regia di Lloyd B. Carleton - cortometraggio (1916)
- Her Husband's Honor, regia di Ben F. Wilson - cortometraggio (1916)
- Grouches and Smiles, regia di Lynn Reynolds - cortometraggio (1916)
- The Right to Be Happy, regia di Rupert Julian (1916)
- God's Crucible, regia di Lynn Reynolds (1917)
- One Touch of Sin, regia di Richard Stanton (1917)
- The Bronze Bride, regia di Henry MacRae (1917)
- The Boss of the Lazy Y, regia di Clifford Smith (1917)
- By Speshul Delivery, regia di George L. Sargent - cortometraggio (1917)
- The Field of Honor, regia di Allen J. Holubar (1917)
- Durand of the Bad Lands, regia di Richard Stanton (1917)
- The Soul of Satan, regia di Otis Turner (1917)
- Little Mariana's Triumph, regia di Marshall Stedman (1917)
- Cheating the Public regia di Richard Stanton (1917)
- The Kaiser, the Beast of Berlin, regia di Rupert Julian (1917)
- Quicksand, regia di Victor Schertzinger (1918)
- The Law of Men (1919)
- Daddy-Long-Legs - non accreditato (1919)
- Il romanzo dell'infaticabile cavaliere (Rough-Riding Romance), regia di Arthur Rosson (1919)
- L'uomo del miracolo (The Miracle Man), regia di George Loane Tucker - non accreditato (1919)
- Bonds of Love (1919)
- Jinx, regia di Victor Schertzinger (1919)
- Judy of Rogue's Harbor, regia di William Desmond Taylor (1920)
- Nurse Marjorie (1920)
- Moon Madness (1920)
- An Old Fashioned Boy, regia di Jerome Storm (1920)
- Godless Men (1920)
- The Killer (1921)
- The Other Woman (1921)
- A Certain Rich Man (1921)
- The Foolish Matrons, regia di Clarence Brown e Maurice Tourneur (1921)
- Shame (1921)
- The Primal Law, regia di Bernard J. Durning (1921)
- The Sin of Martha Queed, regia di Allan Dwan (1921)
- The Swamp (1921)
- Deserted at the Altar (1922)
- The Third Alarm (1922)
- Il giogo (While Justice Waits), regia di Bernard J. Durning (1922)
- The Hero, regia di Louis J. Gasnier (1923)
- The Flame of Life (1923)
- Robin Hood, Jr. (1923)
- Barefoot Boy, regia di David Kirkland (1923)
- Children of the Dust (1923)
- The Age of Desire (1923)
- The Unknown Purple (1923)
- Poisoned Paradise: The Forbidden Story of Monte Carlo (1924)
- Code of the West (1925)
- La frontiera del sole (The Golden Strain), regia di Victor Schertzinger (1925)